# Delta Profronde 2000
La Delta Profronde 2000, quarantesima edizione della corsa, si svolse il 2 settembre su un percorso di 204 km, con partenza a Middelburg e arrivo a Goes. Fu vinta dall'olandese Léon van Bon della squadra Rabobank davanti al belga Niko Eeckhout e allo sloveno Andrej Hauptman.

## Ordine d'arrivo (Top 10)
| Pos. | Corridore             | Squadra                             | Tempo    |
| ---- | --------------------- | ----------------------------------- | -------- |
| 1    | Léon van Bon          | Rabobank                            | 4h28'15" |
| 2    | Niko Eeckhout         | Palmans-Ideal                       | a 33"    |
| 3    | Andrej Hauptman       | Vini Caldirola-Sidermec             | s.t.     |
| 4    | Geert Omloop          | Collstrop-De Federale Verzekeringen | s.t.     |
| 5    | Mike Sayers           | Mercury                             | s.t.     |
| 6    | Frank Høj             | FDJ                                 | s.t.     |
| 7    | Stefan van Dijk       | Team Cologne                        | s.t.     |
| 8    | Michael Steen Nielsen | Memory Card-Jack & Jones            | s.t.     |
| 9    | Chris Peers           | Cofidis                             | s.t.     |
| 10   | Wim Omloop            | Bankgiroloterij-Batavus             | s.t.     |